# 1660 Вуд
1660 Вуд (1660 Wood) — астероїд головного поясу, відкритий 7 квітня 1953 року.
Тіссеранів параметр щодо Юпітера — 3,384.
Названо на честь південноафриканського астронома Гаррі Едвіна Вуда (англ. Harry Edwin Wood, 1881 — 1946).